# Henri Stempffer
Henri Stempffer est un entomologiste français, né à Paris le 23 janvier 1894 au 19 rue de Charonne dans le 11e arrondissement et décédé le 1er novembre 1978 à Paris.

## Biographie
En 1922, il devient membre de la Société entomologique de France, dont il est élu président en 1943, et s'abonne à L'Amateur de papillons.
Il se spécialise dans l’étude des Lycaenidae, notamment africains, dont il devient un spécialiste de renommée mondiale publiant ses travaux tant en français qu'en anglais. En 1967 il rédige une importante révision des Lycènes africains. En 1973 il reçoit aux États-Unis la médaille Karl Jordan de la Lepidopterists' Society.
En 1977, il fait don de sa collection au laboratoire d’entomologie du Muséum national d'histoire naturelle de Paris.

## Source
- Jean Lhoste (1987). Les Entomologistes français. 1750-1950. INRA Éditions : 351 p.
- Notices d'autorité :   - VIAF
  - ISNI
  - BnF (données)
  - IdRef
  - LCCN
  - Pays-Bas
  - NUKAT
  - WorldCat